# Rhynchostegiella acicula
Rhynchostegiella acicula là một loài rêu trong họ Brachytheciaceae. Loài này được Broth. mô tả khoa học đầu tiên năm 1906.